# 尤敏
尤敏（ゆうみん、1936年8月19日 - 1996年12月29日）は、香港生まれの映画女優である。

## 来歴・人物
1950年代から60年代にかけて、香港映画界（北京語映画）で活躍したスター女優。1959年に『玉女私情』で、1960年に『家有喜事』でアジア太平洋映画祭最優秀女優賞を受賞している。1962年には『星星月亮太陽』で第1回金馬奨最優秀主演女優賞を受賞した。
1961年から63年にかけて東宝との合作映画に出演した。
『香港の夜』、『香港の星』、『ホノルル・東京・香港』。これらの作品は宝田明と尤敏とのラブロマンス。香港と東京など各国の国際都市を跨いで舞台としている。B-707ジェット旅客機の勃興期のパンアメリカン航空が撮影協力している。
マカオでカジノ経営を行い、巨万の富を築き上げた高家の御曹司・高福球（エリック・コー）と1964年に結婚して引退した。
松任谷由実の愛称「ユーミン」は彼女の名に因んでいるという説がある。

## 主な出演
- 香港の夜（1961年）
- 香港の星（1962年）
- 社長洋行記（1962年）
- 続・社長洋行記（1962年）
- ホノルル・東京・香港（1963年）